# Communes de la province de Mantoue
- Haut – A
- B
- C
- D
- E
- F
- G
- H
- I
- J
- K
- L
- M
- N
- O
- P
- Q
- R
- S
- T
- U
- V
- W
- X
- Y
- Z

## A
- Acquanegra sul Chiese
- Asola

## B
- Bagnolo San Vito
- Bigarello
- Borgoforte
- Borgofranco sul Po
- Bozzolo

## C
- Canneto sull'Oglio
- Carbonara di Po
- Casalmoro
- Casaloldo
- Casalromano
- Castel Goffredo
- Castel d'Ario
- Castelbelforte
- Castellucchio
- Castiglione delle Stiviere
- Cavriana
- Ceresara
- Commessaggio
- Curtatone

## D
- Dosolo

## F
- Felonica

## G
- Gazoldo degli Ippoliti
- Gazzuolo
- Goito
- Gonzaga
- Guidizzolo

## M
- Magnacavallo
- Mantoue
- Marcaria
- Mariana Mantovana
- Marmirolo
- Medole
- Moglia
- Monzambano
- Motteggiana

## O
- Ostiglia

## P
- Pegognaga
- Pieve di Coriano
- Piubega
- Poggio Rusco
- Pomponesco
- Ponti sul Mincio
- Porto Mantovano

## Q
- Quingentole
- Quistello

## R
- Redondesco
- Revere
- Rivarolo Mantovano
- Rodigo
- Roncoferraro
- Roverbella

## S
- Sabbioneta
- San Benedetto Po
- San Giacomo delle Segnate
- San Giorgio di Mantova
- San Giovanni del Dosso
- San Martino dall'Argine
- Schivenoglia
- Sermide
- Serravalle a Po
- Solférino
- Sustinente
- Suzzara

## V
- Viadana
- Villa Poma
- Villimpenta
- Virgilio
- Volta Mantovana